# عدي حسونة
عدي حسونة (ولد في 18 أكتوبر 1998) هو سباح ليبي.

## مشاركاته
- شارك في سباق 200متر سباحة حرة في بطولة الالعاب الأولمبية الصيفية لسنة 2020.[3]
- شارك في سباق 200متر سباحة حرة في بطولة العالم للألعاب المائية سنة 2019. [4]
- شارك في سباق 100متر سباحة حرة في بطولة العالم للألعاب المائية سنة 2019.